# Nikoli
Nikoli Co., Ltd. (にこり, nikori) è un'azienda giapponese, fondata da Maki Kaji, specializzata nella pubblicazione di giochi, in particolare giochi di logica. Pubblica anche una omonima rivista quadrimestrale (il nome completo è Puzzle Communication Nikoli) distribuita dalla compagnia. Nikoli è nota grazie al Sudoku.
La fama della Nikoli è dovuta all'ampia gamma di giochi offerta agli acquirenti. Un esempio di gioco non emulato dalla Nikoli sono le parole crociate, che richiedono conoscenza della cultura generale e dell'alfabeto.
La Nikoli preferisce esclusivamente i giochi logici e\o numerici.
La rivista ha inventato nuovi generi di rompicapo e ne ha introdotti molti in Giappone.

## Puzzle Nikoli

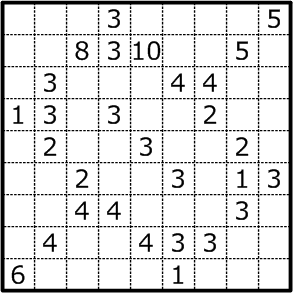
Il puzzle Fillomino, moderatamente difficile

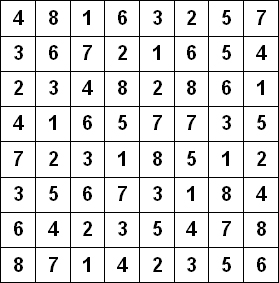
Un puzzleHitori incompleto

Un puzzle Sudoku (cliccando sull'immagine si accede alla soluzione)

Alcuni dei puzzle popolari della Nikoli con i loro nomi giapponesi:
- Bag バッグ (Corral)
- Connect the dots 点つなぎ (dot to dots)
- Country Road カントリーロード
- Crossword クロスワードパズル
  - Cipher crossword ナンクロ
- Edel エデル (Paint by Numbers, Nonogram, Griddler)
- Fillomino フィルオミノ (Allied Occupation)
- Gokigen Naname ごきげんななめ
- Goishi Hiroi 碁石ひろい (Go Stones)
- Hashiwokakero 橋をかけろ (Bridges)
- Heyawake へやわけ
- Hitori ひとりにしてくれ
- Hotaru Beam ホタルビーム
- Inshi no heya 因子の部屋
- Kakuro カックロ (Cross Sums, Kakro)
- Keisuke ケイスケ
- Kin-Kon-Kan キンコンカン
- Kuromasu 黒マスはどこだ
- Light Up 美術館
- LITS
- Masyu ましゅ
- Maze 迷路
  - Picture maze 浮き出し迷路
- Mochikoro モチコロ
- Number Link ナンバーリンク
- Nurikabe ぬりかべ (Cell Structure)
- Reflect Link リフレクトリンク
- Ripple Effect 波及効果
- Shikaku 四角に切れ (Divide by Squares)
- Slitherlink スリザーリンク (Fences)
- Stained Glass ステンドグラス
- Sudoku 数独 (Number Place, Nine Numbers)
- Tatamibari タタミバリ
- Tatebo-Yokobo タテボーヨコボー
- Tentai Show 天体ショー (Galaxies)
- Tile Paint タイルペイント
- Verbal arithmetic ふくめん算 (Alphametics, Cryptarithm)
- Word search シークワーズ (Word seek)
- Yajilin ヤジリン (Arrow Ring)
- Yajisan-Kazusan やじさんかずさん